# 만수로 (안성시)
만수로(Mansu-ro)는 경기도 안성시 공도읍 만정리에서 용두리까지 이르는 안성시도로, 총 연장은 2.094 km이다. 또한 지방도 제302호선의 일부를 이루고 있으며, 이 도로명은 만수터저수지 근처를 지나는 도로로 지형적 특성을 반영한 것에 따라 유래되었다.

## 주요 경유지
- 안성시
  - 공도읍 (만정리 - 용두리)

## 접촉하는 도로
- 서동대로 (국도 제38호선의 일부)
- 만수동길
- 만가대길
- 덕봉서원로 (지방도 제302호선의 일부)
- 접근 불가 도로 : 평택제천고속도로[A]

## 주요 건물 및 시설
- 동일시스템가구 (만수로 4/만정리 306)
- GS25 공도부영점 (만수로 7/만정리 302-23)
- 오픈시크릿 (만수로 9/만정리 307-10)
- 예찬낙지 (만수로 20/만정리 306-10)
- 대림카고크레인 (만수로 23/만정리 149-8)
- 헤어사랑 (만수로 27/만정리 149-8)[B]
- 네일맑음 안성점 (만수로 28/만정리 149-7)
- 듀크헤어, 부영세탁소 (만수로 34/만정리 149-18)
- 부영아파트 상가동 (만수로 33/만정리 707-1)[C]
- 안성부영아파트 (만수로 31/만정리 707-1)
- 백승타일 (만수로 142/만정리 92-1)